# Casa Coma (Moià)
La Casa Coma és un edifici situat al carrer de Sant Josep, 12 de Moià, inclòs a l'Inventari del Patrimoni Arquitectònic de Catalunya. De propietat municipal, actualment allotja la Biblioteca de Moià i l'Escola Municipal de Ceràmica.

## Nom
El nom popular de l'edifici és Cal Cristo, que podria venir de les inicials JC del propietari (Josep Coma) que hi ha a la façana que dona al jardí, i que coincideixen amb les de Jesucrist que antigament es posaven a les entrades de les cases per obtenir la protecció divina. La denominació «Museu del Parc» que apareix a la fitxa de l'Inventari del Patrimoni Arquitectònic de Catalunya ja no és correcta, ja que el museu es va traslladar a la Casa natal de Rafael Casanova.

## Edifici
Es tracta d'un gran casal de planta rectangular articulada en tres plantes, amb façana principal recaient al carrer de Sant Josep. Molt més interessant és la façana posterior, amb cinc balcons, quatre finestres petites a dalt de tot i quatre finestrals grans i una porta que dona accés al jardí. Hi ha quatre medallons: en els dos primers de dalt hi ha les dates 1877 i 1935, i en els de baix (a nivell dels balcons) les inicials JC (Josep Coma) i l'escut de Moià. La coberta és de teula àrab a dues vessants.
Al jardí hi ha un estany rodó amb brollador al centre, on els cignes i les tortugues són conegudes popularment fa molt anys. En un extrem del jardí es conserva (al costat de l'edifici del nou Casal de Cultura) un templet neoclàssic de proporcions harmonioses.

## Història
En aquest indret hi havia la casa pairal de la família Coma, paraires i comerciants que es van establir a Moià a mitjans del segle xviii. A la segona meitat del segle xix, Josep Coma i Passarell va ampliar la propietat mitjançant una sèrie d'adquisicions, i a més de construir la casa, la va dotar d'un magnífic jardí que, a banda d'arbres i flors, tenia previst plantar-hi vinyes.
En morir sense descendència, la va llegar al rector de Moià Mossèn Costa, amb la finalitat de destinar-la a una escola religiosa; aleshores va passar a mans dels Escolapis, que el 1933 la van vendre a l'Associació Pro Monument a Francesc Viñas. L'any 1935 es va obrir al públic com a Parc Francesc Viñas, però encara era propietat de l'Associació.
Després de la Guerra Civil espanyola, passà a mans de l'Ajuntament, que hi instal·là la biblioteca Municipal, sota l'assistència de la Caixa de Pensions, i al segon pis s'instal·là el Museu Arqueològic i Paleontològic amb la majoria de peces arqueològiques procedents dels jaciments prehistòrics del Toll i de les Toixoneres.
L'any 1998, l'Ajuntament traslladà el Museu Arqueològic a Can Casanova. L'any 2006 es van realitzar les últimes reformes a l'interior, desapareixent totes les estances nobles, mantenint únicament el vestíbul d'entrada i les escales.